# Иглз, Крис
Кри́стофер Марк Иглз (англ. Christopher Mark Eagles; род. 19 ноября 1985, Хемел-Хемпстед, Англия), более известный как Крис Иглз (англ. Chris Eagles) — английский футболист, атакующий правый полузащитник. Будучи воспитанником «Манчестер Юнайтед», Иглз так и не сумел пробиться в основной состав команды. Летом 2008 года он перешёл в клуб Чемпионата Футбольной лиги «Бернли».

## Биография
Сначала Крис играл в молодёжных командах Уотфорда, но в 14 лет перешёл в Академию «Манчестер Юнайтед». За «красных дьяволов» Иглз дебютировал 28 октября 2003 года, выйдя на замену вместо Кирана Ричардсона в матче за Кубок Лиги против «Лидс Юнайтед». В том сезоне он ещё раз вышел на поле — на этот раз вместо Криштиану Роналду — в матче против «Вест Бромвич Альбион» в 4-м раунде Кубка Лиги. «Юнайтед» проиграл этот матч со счётом 2:0.
Иглз был отдан в аренду «Уотфорду», за который он сыграл 13 матчей и забил один мяч (в игре против «Джиллингема»). Затем он был отдан в аренду клубу «Шеффилд Уэнсдей». Он забил первый гол за эту команду в дерби против «Лидс Юнайтед».
6 января 2006 года он был снова отдан в аренду «Уотфорду». Его дебютным матчем в сезоне стала игра против «Болтон Уондерерс» в Кубке Англии, которую «Уотфорд» проиграл со счётом 3:0. Затем Иглз дебютировал в матче Чемпионата Футбольной лиги против «Сток Сити», забив единственный гол в этом матче. 18 февраля Крис забил победный гол в матче против «Брайтон энд Хоув Альбион» с 50 ярдов (практически с середины поля).
В сезоне 2006/2007 Иглз провёл 4 месяца в «НЕКе». Но 21 декабря 2006 года он решил вернуться в «Юнайтед», так как за «НЕК» он сыграл всего 11 игр, преимущественно выходя на замену. 13 марта 2007 года Крис вышел на замену во втором тайме в товарищеском матче на «Олд Траффорд» против сборной Европы под руководством Марчелло Липпи.
28 апреля 2007 года в матче против «Эвертона» в Премьер-лиге Иглс забил свой первый гол за «Юнайтед» на 93-й минуте матча (матч завершился победой «красных дьяволов» со счётом 4:2). 20 июля 2007 года во время Азиатского турне «Манчестера» Иглз отметился голом в матче против южнокорейского «Сеула». 4 дня спустя в игре против «Шэньчжэнь Шанцинъинь» он забил потрясающий гол ударом с лёта с расстояния 35 ярдов. Всего в Азиатском турне «Манчестер Юнайтед» Иглз забил 3 гола в 5 матчах.
28 июля 2008 года было объявлено о переходе Иглза в футбольный клуб «Бернли». «Юнайтед» получил за переход около 1,25 млн фунтов.

## Достижения
- Обладатель Суперкубка Англии: 2007
- Победитель Лиги чемпионов УЕФА: 2007/2008